# C.J. Miles
Calvin Andre "CJ" Miles (Dallas, Texas; 18 de marzo de 1987) es un jugador de baloncesto estadounidense que pertenece a la plantilla de los NBA G League Ignite. Con 1,98 metros de altura, juega en la posición de escolta.

## Trayectoria

### Instituto
Miles asistió al Instituto Skyline en Dallas, donde promedió 23.5 puntos, 10 rebotes y 4.8 asistencias en su año sénior. Milos es el segundo jugador en serle retirada su camiseta en Skyline, honor que comparte con Larry Johnson. Disputó el Jordan Brand Classic, donde anotó 16 puntos, y ante el Instituto Carter consiguió su mejor marca en anotación, 47 puntos. En su año júnior, sus números se fueron hasta los 23,2 puntos, 11,2 rebotes y 3,3 asistencias, jugando además el McDonald's High School All-American Game y consiguiendo 13 puntos. 
Tras planear acudir a la Universidad de Texas en Austin, Milos finalmente se decidió por presentarse directamente al Draft de la NBA.

### NBA
Fue escogido por Utah Jazz en la 34.ª posición del Draft de la NBA de 2005, apareciendo en 23 partidos en su temporada rookie y convirtiéndose en el jugador más joven (18 años) en vestir la camiseta de Utah, superando a DeShawn Stevenson (19). Sus promedios fueron de 3.4 puntos y 1.7 rebotes en 8.8 minutos de juego. Durante la campaña, Miles fue asignado a jugar con Albuquerque Thunderbirds, equipo afiliado de los Jazz en la NBDL. En 11 encuentros con los Thunderbirds, firmó 12.7 puntos, 3.5 rebotes, 1.6 asistencias y un robo de balón en 27 minutos. En la última jornada de la temporada de la NBA, Milos tuvo su oportunidad y la aprovechó anotando 23 puntos, cogiendo 6 rebotes y repartiendo 4 asistencias en 33 minutos de juego ante Golden State Warriors.
En agosto de 2012, Miles firmó con los Cleveland Cavaliers.
En julio de 2014 fichó por los Indiana Pacers por cuatro temporadas y 18 millones de dólares.
El 7 de febrero de 2019, Miles fue traspasado junto a Jonas Valančiūnas, Delon Wright y una segunda ronda del draft de 2024 a los Memphis Grizzlies a cambio de Marc Gasol.
El 5 de julio de 2019 es traspasado a Washington Wizards a cambio de Dwight Howard. Fue cortado el 12 de enero de 2020.
El 17 de diciembre de 2021, firma con los NBA G League Ignite, debutando esa misma noche. El 20 de diciembre, firma un contrato de 10 días con Boston Celtics, con los que disputa 2 minutos de un encuentro antes de regresar, el 20 de enero de 2022, a las filas del NBA G League Ignite.

## Estadísticas de su carrera en la NBA

### Temporada regular
| Año     | Equipo     | PJ  | PT  | MPP  | %TC  | %3P  | %TL  | RPP | APP | ROB | TPP | PPP  |
| ------- | ---------- | --- | --- | ---- | ---- | ---- | ---- | --- | --- | --- | --- | ---- |
| 2005-06 | Utah       | 23  | 0   | 8.8  | .368 | .250 | .750 | 1.7 | .7  | .3  | .1  | 3.4  |
| 2006-07 | Utah       | 37  | 13  | 10.1 | .345 | .219 | .609 | .9  | .7  | .3  | .1  | 2.7  |
| 2007-08 | Utah       | 60  | 13  | 11.5 | .479 | .390 | .788 | 1.3 | .9  | .5  | .1  | 5.0  |
| 2008-09 | Utah       | 72  | 72  | 22.5 | .459 | .352 | .876 | 2.3 | 1.5 | .6  | .2  | 9.1  |
| 2009-10 | Utah       | 63  | 28  | 23.8 | .429 | .341 | .695 | 2.7 | 1.7 | .9  | .3  | 9.9  |
| 2010-11 | Utah       | 78  | 19  | 25.2 | .407 | .322 | .811 | 3.3 | 1.7 | .9  | .5  | 12.8 |
| 2011-12 | Utah       | 56  | 14  | 20.4 | .381 | .307 | .794 | 2.1 | 1.2 | .8  | .3  | 9.1  |
| 2012-13 | Cleveland  | 65  | 13  | 21.0 | .415 | .384 | .869 | 2.7 | 1.0 | .8  | .3  | 11.2 |
| 2013-14 | Cleveland  | 51  | 34  | 19.3 | .435 | .393 | .853 | 2.0 | 1.0 | .9  | .3  | 9.9  |
| 2014-15 | Indiana    | 70  | 40  | 26.3 | .398 | .345 | .807 | 3.1 | 1.1 | .9  | .4  | 13.5 |
| 2015-16 | Indiana    | 64  | 24  | 22.9 | .409 | .367 | .750 | 2.7 | 1.0 | .8  | .5  | 11.8 |
| 2016-17 | Indiana    | 76  | 29  | 23.4 | .434 | .413 | .903 | 3.0 | .6  | .6  | .3  | 10.7 |
| 2017-18 | Toronto    | 70  | 3   | 19.1 | .379 | .361 | .835 | 2.2 | .8  | .5  | .3  | 10.0 |
| 2018-19 | Toronto    | 40  | 1   | 14.1 | .340 | .314 | .795 | 1.7 | .6  | .5  | .3  | 5.5  |
| 2018-19 | Memphis    | 13  | 0   | 22.6 | .400 | .364 | .929 | 2.1 | 1.1 | .6  | .4  | 9.3  |
| 2019-20 | Washington | 10  | 0   | 16.1 | .322 | .314 | .750 | 1.2 | 1.2 | 1.0 | .4  | 6.4  |
| 2021-22 | Boston     | 1   | 0   | 2.0  | -    | -    | -    | .0  | .0  | .0  | .0  | .0   |
| Total   | Total      | 849 | 303 | 20.4 | .411 | .358 | .809 | 2.4 | 1.1 | .7  | .3  | 9.6  |

### Playoffs
| Año   | Equipo  | PJ | PT | MPP  | %TC  | %3P  | %TL   | RPP | APP | ROB | TPP | PPP  |
| ----- | ------- | -- | -- | ---- | ---- | ---- | ----- | --- | --- | --- | --- | ---- |
| 2007  | Utah    | 1  | 0  | 3.0  | .000 | .000 | .500  | .0  | .0  | .0  | .0  | 1.0  |
| 2008  | Utah    | 7  | 0  | 3.7  | .357 | .250 | .000  | .7  | .0  | .3  | .0  | 1.7  |
| 2009  | Utah    | 5  | 0  | 11.6 | .300 | .250 | .750  | 1.4 | .2  | .4  | .2  | 3.4  |
| 2010  | Utah    | 10 | 10 | 33.7 | .443 | .326 | .897  | 2.5 | 2.8 | .6  | .6  | 14.4 |
| 2016  | Indiana | 7  | 0  | 13.1 | .263 | .100 | .667  | 3.4 | .6  | .1  | .1  | 3.4  |
| 2017  | Indiana | 4  | 2  | 20.5 | .458 | .313 | 1.000 | 2.0 | .3  | .5  | .3  | 7.3  |
| 2018  | Toronto | 10 | 1  | 22.7 | .451 | .422 | .813  | 2.4 | .8  | .7  | .3  | 9.6  |
| Total | Total   | 44 | 13 | 18.8 | .407 | .315 | .848  | 2.1 | 1.0 | .5  | .3  | 7.3  |

## Vida personal
Es hijo de Calvin y Lanis Miles y tiene otros tres hermanos pequeños. El diminutivo "C.J." significa Calvin Junior.
En 2010, Miles comenzó a salir con Lauren Smith, que también jugaba al baloncesto en Texas A&M University–Corpus Christi. La pareja se comprometió en 2015 y se casaron en 2016. Tuvieron una hija el 23 de noviembre de 2017.